# Ibn Dawud
Ibn Dawud fue un poeta y teólogo islámico de Bagdad.

## Biografía

### Juventud y educación
Ibn Dawud nació en Bagdad en el año 255 según el calendario islámico, que corresponde aproximadamente al año 868 según el calendario gregoriano. A la edad de siete años, había memorizado todo el Corán de memoria. A la edad de diez años, era un estudiante ejemplar en los campos de la gramática árabe, lexicografía y literatura árabe con su maestro Niftawayh, él mismo alumno del padre de Ibn Dawud. Con respecto a las lecturas variantes del Corán, Ibn Dawud aprendió de Al-Duri, un estudiante de Abu 'Amr ibn al-'Ala', uno de los diez principales transmisores del Corán. El compañero de clase de Ibn Dawud, Muhammad ibn Jarir al-Tabari, también aprendió el Corán en el mismo círculo de estudio además de haber sido alumno del padre de Ibn Dawud, lo que sugiere una relación cercana desde el principio, a pesar de su rivalidad posterior.
La relación de Ibn Dawud con su padre fue compleja. Cuando era niño, Ibn Dawud fue intimidado por otros niños y le pusieron el nombre de 'pobre gorrión'. Cuando se quejó con su padre por el apodo, su padre insistió en que los nombres de las personas y las cosas están predestinados por Dios; no había razón para analizar el significado de los nombres para saber que habían sido establecidos. Entonces, su padre reafirmó el apodo que le dieron los otros niños, enfatizando que todas las cosas ocurren de acuerdo con la voluntad divina. Si bien Ibn Dawud le dijo a su padre que era tan malo como los otros niños por reírse de su propio hijo. Se desconoce si este episodio siguió afectando a Ibn Dawud en la edad adulta, o si esto era característico de toda relación padre-hijo.

### Academia y administración judicial
Tras la muerte de su padre en 884, Ibn Dawud asumió su puesto de profesor que tenía en Bagdad. A pesar de tener sólo quince años, era considerado un destacado jurista, y los aproximadamente cuatrocientos alumnos de su padre se convirtieron en sus propios alumnos. Ibn Dawud tenía una tendencia a hablar usando saj', una forma de prosa árabe rimada, en el habla cotidiana. Esto causó dificultades para muchos que buscaban veredictos de él, aunque no se considera que hubiese disminuido su popularidad.
Algunos años después en su puesto de profesor, la administración abasí lo nombró para un puesto judicial en el oeste de Bagdad.

### Fallecimiento
Aunque generalmente se considera que Ibn Dawud murió joven, la fecha exacta de su muerte ha sido motivo de controversia. Masudi registró la muerte de Ibn Dawud en el 296 de la hégira, 908 o 909 gregoriano. La Enciclopedia del Islam registra su muerte en el 296, correspondiente al 909 gregoriano, aunque, las dos fechas no coinciden. Ibn Khallikan registró la muerte de Ibn Dawud como el 9 de ramadán del AH 297, o el 22 de mayo de 910 gregoriano. Si bien no se conoce la causa exacta de la muerte, Ibn Dawud proclamó una confesión en el lecho de muerte a su maestro Niftawayh de que se estaba muriendo con el corazón roto, debido a un amor prohibido por otro hombre. El tema de los afectos de Ibn Dawud ha sido tema de mucha discusión, ya que su confesión sobre esos sentimientos es única entre los teólogos musulmanes, incluyendo hasta la era actual.
El escenario de su muerte ha sido quizás la pieza más vívidamente descrita de su biografía. Durante sus últimos momentos, Ibn Dawud yacía en una cama entre la luz que se filtraba por la ventana enrejada y el espacio vacío del suelo mientras un ruiseñor ciego cantaba en una jaula dorada cercana. Fue descrito como cansado por los remordimientos, pero también sereno en sus últimos momentos. Su cuerpo fue lavado ritualmente por su alumno Ibn al-Mughallis según los ritos funerarios islámicos.

## Filosofía
Ibn Dawud se opuso al uso de la razón analógica y la preferencia jurídica en la jurisprudencia (fiqh) musulmana. Al mismo tiempo, Ibn Dawud aún defendía la validez del uso de la inferencia para deducir veredictos religiosos. Su padre sostenía las mismas opiniones, a quien Ibn Dawud siguió en sus puntos de vista religiosos zahiritas.
Ibn Dawud también rechazó la idea de que los veredictos de la primera generación (sahaba) de musulmanes pudieran constituir una fuente de derecho. Esta posición no es específica del rito zahirita, ya que también es la opinión preferida de los shafiitas.

## Teología
Al igual que su padre, no ha dejado obras teológicas que hayan sobrevivido hasta la era moderna. Se sabe que participó en debates públicos con los Mu'tazila, una antigua secta musulmana, en una corte del califa Al-Muwaffaq en Wasit. Esto no es sorprendente considerando la mala recepción de los mu'tazilitas hacia el padre de Ibn Dawud, al que siguió, y el desprecio que los mu'tazilitas acumularon sobre los zahiritas en general. Se conoce más a lo que Ibn Dawud se opuso teológicamente, que sobre lo que él mismo creía.

### Naturaleza del alma
En su libro sobre el amor, Ibn Dawud citó al dramaturgo griego Aristófanes quien, según El simposio de Platón, sostenía la opinión de que el alma de una persona que se había enamorado era en realidad solo la mitad de un alma. Desde este punto de vista, los cuerpos de dos personas enamoradas recibieron cada uno solo la mitad de la misma alma por parte de Dios. Escritores posteriores han confundido esto con la propia creencia de Ibn Dawud, aunque la erudición moderna ha demostrado que simplemente estaba citando el discurso de los filósofos de una manera casi burlona en lugar de atribuirse la creencia él mismo. Las propias creencias de Ibn Dawud con respecto al alma nunca se declararon en realidad, y probablemente no eran diferentes de las que sostenía el resto de la ortodoxia islámica en ese momento.

### Anatematización de al-Hallaj
En 901, declaró hereje al místico Mansur Al-Hallaj en un conocido veredicto. Inicialmente, la apelación de Ibn Dawud al califa Al-Mu'tadid no fue escuchada y Hallaj pudo continuar predicando sus ideas por un tiempo. Sin embargo, es probable que el veredicto de Ibn Dawud fuera un factor que contribuyera a que el califa Al-Muqtadir ordenara la ejecución de Hallaj.

## Recepción
Históricamente, los escritores chiitas y especialmente los ismaelitas chiitas han criticado a Ibn Dawud por rechazar el uso de la razón analógica y la preferencia jurídica en los veredictos religiosos mientras se afirmaba en la inferencia. El historiador fatimí Qadi al-Nu'man fue particularmente mordaz, acusando a Ibn Dawud y a su padre de contradecirse.

## Obras

### Jurisprudencia
Ibn Dawud hizo un libro sobre el tema de los principios de jurisprudencia islámica (usul al-fiqh) titulado El camino al conocimiento de la jurisprudencia. Fue uno de los primeros trabajos sobre el tema después del Risala de los shafi'i, y la base principal de Diferencias entre las escuelas de derecho de Nu'man, a pesar de las críticas de este a Ibn Dawud. Yaqut al-Hamawi menciona que en un capítulo del libro sobre el consenso jurídico (iyma), Ibn Dawud critica a su antiguo compañero Tabari por tener puntos de vista contradictorios sobre el tema. Como otras obras de Ibn Dawud, El camino no ha sobrevivido en forma completa hasta la era moderna; sin embargo, se citan grandes extensiones en otros trabajos y la erudición moderna sugiere que las Diferencias de al-Nu'man se derivaron del libro de Ibn Dawud. A pesar de sus diferencias de opinión, el propio trabajo de Tabari sobre los principios de la jurisprudencia, La aclaración de los principios de los veredictos, se parecía mucho a El camino de Ibn Dawud y los trabajos del padre de Dawud, en lugar del trabajo de Shafi o incluso obras posteriores al siglo IX sobre el tema. Esto no solo contradice el tema común dentro del género, sino que también implica similitudes entre la escuela de derecho zahirita existente pero no convencional y la extinta escuela yariri.
Además de El camino, Masudi e Ibn al-Nadim atribuyen otros tres trabajos a Ibn Dawud dentro del campo de la jurisprudencia musulmana: el Libro de la amonestación, el Libro de la excusa y el Libro de la refutación. Este último libro incluye otra crítica sobre los puntos de vista de Tabari.

### Amor divino
A finales del siglo IX, Ibn Dawud compuso su libro Kitab al-Zahrah mientras estaba en su ciudad natal de Bagdad. Su obra se considera una de las primeras obras en lengua árabe sobre la teoría del amor, aunque solo la primera mitad se ocupa de esto: la segunda mitad es una antología de poesía. Ibn Duraid, autor del segundo diccionario completo del idioma, clasificó este libro junto con los tratados sobre el amor de Ibn Abi Tahir Tayfur e Ibn Qutayba como las tres obras más importantes para alguien que desea ser elocuente al hablar y escribir. El libro está organizado como una antología, con cada capítulo encabezado por un aforismo apropiado y dedicado a varios fenómenos relacionados con el verdadero significado del amor. Aunque escribió desde una perspectiva más humanista que teológica, la piedad de Ibn Dawud era evidente, ya que la castidad era un tema común. El capítulo ocho del libro, 'Una persona refinada será casta', se abre con una supuesta cita del profeta Mahoma en alabanza de los admiradores que mantienen sus afectos en secreto. De manera similar, el capítulo inicial se titula 'Aquel cuyas miradas son muchas, sus dolores son prolongados', lo que indica la creencia de que perseguir múltiples objetos de afecto producirá resultados negativos. El martirio de la castidad es un tema repetido, como lo es la negación de Ibn Dawud de la posibilidad del amor recíproco divino-humano.
Todavía existen partes incompletas del libro, aunque no están fácilmente disponibles.